# 織田貞則
織田 貞則（おだ さだのり）は、江戸時代前期から中期にかけての旗本。通称は半弥、号は三省。

## 略歴
高家旗本織田貞置の三男として誕生した。
寛文7年（1667年）11月21日、書院番に加えられる。寛文9年（1669年）12月21日、蔵米300俵を与えられる。天和2年（1682年）6月2日、貞置から近江国神崎郡境村・南村内で300石を分け与えられ、蔵米は幕府に返上した。後に書院番を辞め、小普請組に所属する。宝永元年（1704年）12月2日に隠居し、養子の信種に家督を譲る。以後、三省と号する。
宝永6年（1709年）4月4日死去、享年61。

## 系譜
子女はいない
- 父：織田貞置
- 母：織田長政次女
- 正室：稲葉通義[1]娘
- 養子
  - 男子：織田信種 - 旗本織田信成の三男